# Valentin Costache
Valentin Ionuț Costache (Videle, 2 agosto 1998) è un calciatore rumeno, attaccante dell'UTA Arad.

## Caratteristiche tecniche
Ala molto duttile e abile negli assist, per le sue caratteristiche è stato paragonato a Fredrik Ljungberg.

## Statistiche

### Presenze e reti nei club
Statistiche aggiornate al 20 gennaio 2018.
| Stagione               | Squadra                | Campionato             | Campionato | Campionato | Coppe nazionali | Coppe nazionali | Coppe nazionali | Coppe continentali | Coppe continentali | Coppe continentali | Altre coppe | Altre coppe | Altre coppe | Totale | Totale | Totale |
| Stagione               | Squadra                | Comp                   | Pres       | Reti       | Comp            | Pres            | Reti            | Comp               | Pres               | Reti               | Comp        | Pres        | Reti        | Pres   | Reti   |        |
| ---------------------- | ---------------------- | ---------------------- | ---------- | ---------- | --------------- | --------------- | --------------- | ------------------ | ------------------ | ------------------ | ----------- | ----------- | ----------- | ------ | ------ | ------ |
| 2015-2016              | Dinamo Bucarest        | L1                     | 2+2        | 1          | CR+CdL          | 0+1             | 0               | -                  | -                  | -                  | -           | -           | -           | 5      | 1      |        |
| 2016-2017              | Afumați                | L2                     | 22         | 6          | CR              | 1               | 0               | -                  | -                  | -                  | -           | -           | -           | 23     | 6      |        |
| 2017-gen. 2018         | Dinamo Bucarest        | L1                     | 14         | 3          | CR              | 1               | 0               | UEL                | 1                  | 0                  | -           | -           | -           | 16     | 3      |        |
| Totale Dinamo Bucarest | Totale Dinamo Bucarest | Totale Dinamo Bucarest | 18         | 4          |                 | 2               | 0               |                    | 1                  | 0                  |             | -           | -           | 21     | 4      |        |
| gen.-giu. 2018         | CFR Cluj               | L1                     | 0          | 0          | CR              | -               | -               | -                  | -                  | -                  | -           | -           | -           | 0      | 0      |        |
| Totale carriera        | Totale carriera        | Totale carriera        | 40         | 10         |                 | 3               | 0               |                    | 1                  | 0                  |             | -           | -           | 44     | 10     |        |

## Palmarès

### Club
- Campionato rumeno: 4

CFR Cluj: 2017-2018, 2018-2019, 2020-2021, 2021-2022
- Supercoppa di Romania: 1

CFR Cluj: 2018